# Forever 21
Forever 21（風格化為FOREVER 21）是總部位於加利福尼亞州洛杉磯的美國快時尚零售商。Forever 21始於1984年，位於加利福尼亞州洛杉磯的Highland Park，名為Fashion 21，面積為84平方（900平方英尺），現已發展成為Forever 21，XXI Forever，Love 21和Heritage等的服裝系列600多家商店在美洲，亞洲，中東和英國。
Forever 21以其時尚的產品和低廉的價格而聞名。超過60％的服裝是在中國生產的，平均商店面積為38,000平方英尺（3,500平方米）。 該公司銷售女士、男士和女孩的配飾，美容產品、家居用品和服裝。 該公司一直當事於各種爭議，從勞工實踐問題到侵犯版權的宗教信仰。 這些服裝出售給所有年齡段，從幼兒到成人。
2019年9月Forever 21正式撤出香港，並於25日宣布將全面退出日本市場，其在電商風潮的挑戰下營運受挫，同年9月29日正式申請破產，全球40個國家門店將關閉。2025年3月16日，Forever 21表示受Temu和SHEIN等中国网购平台的价格竞争加剧影响，导致业绩低迷，第二次在美申请破产保护。

## 歷史

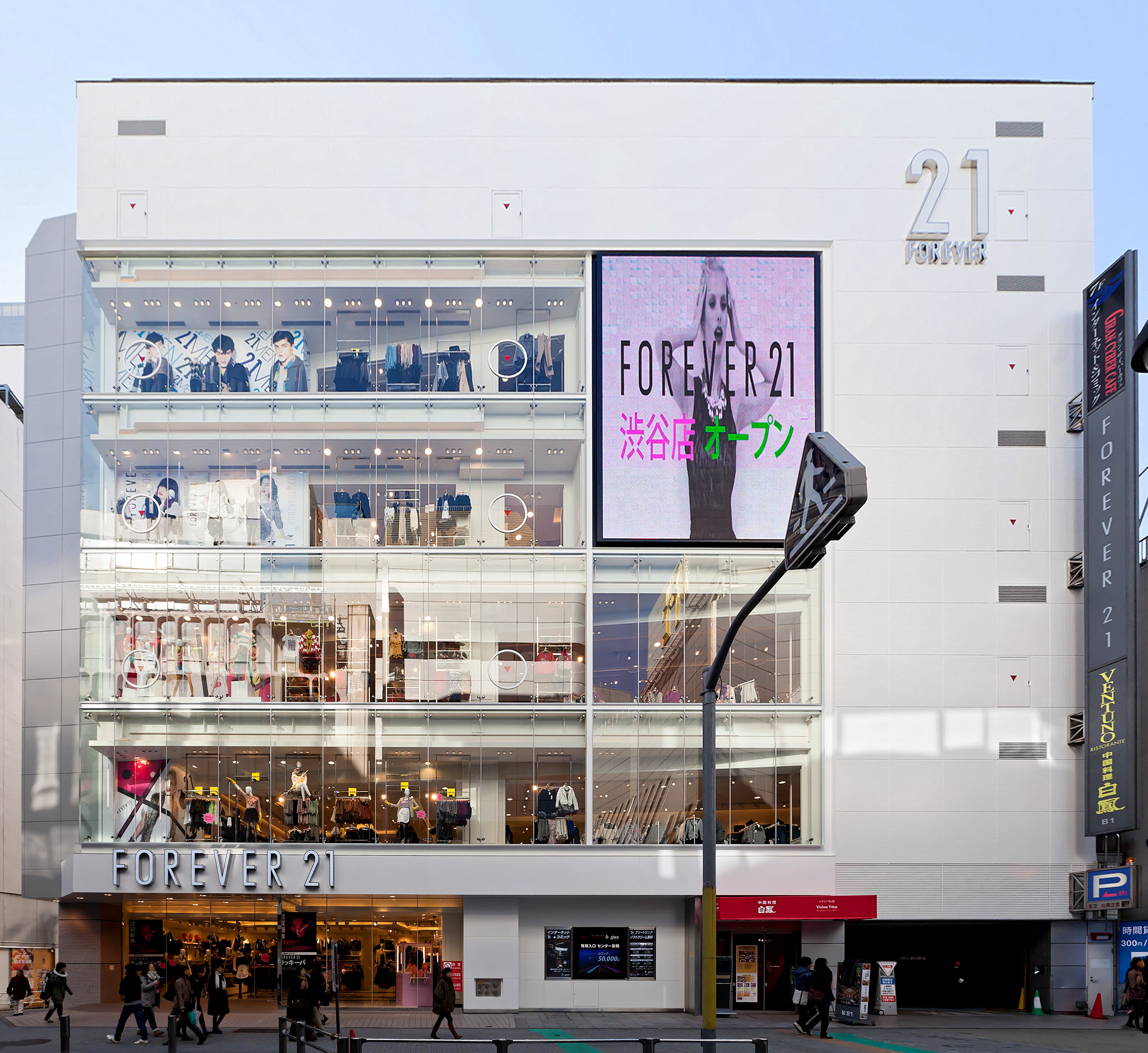
Forever 21在日本東京渋谷店

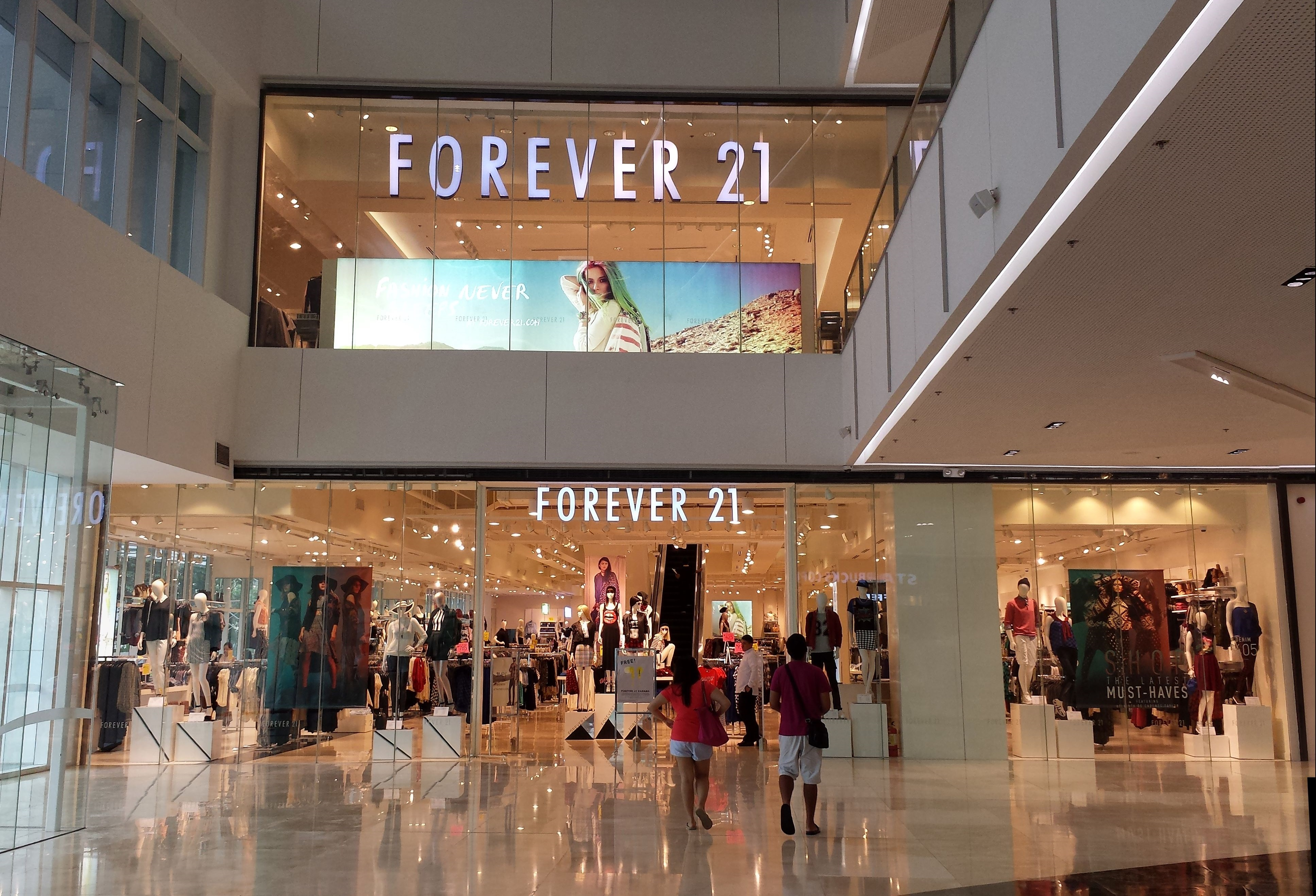
Forever 21在菲律賓達義市SM Aura Premier購物中心

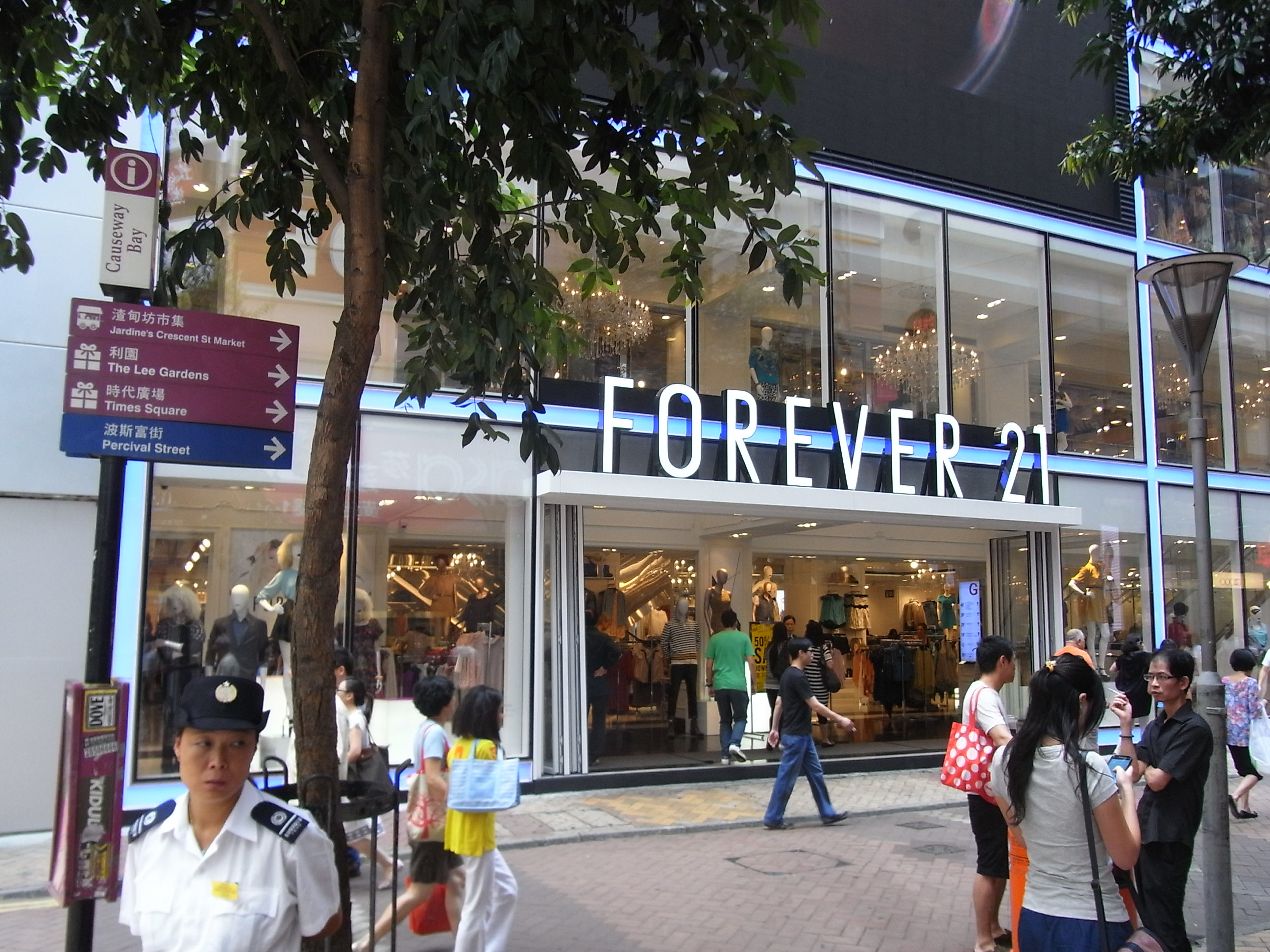
位於銅鑼灣的FOREVER 21香港分店

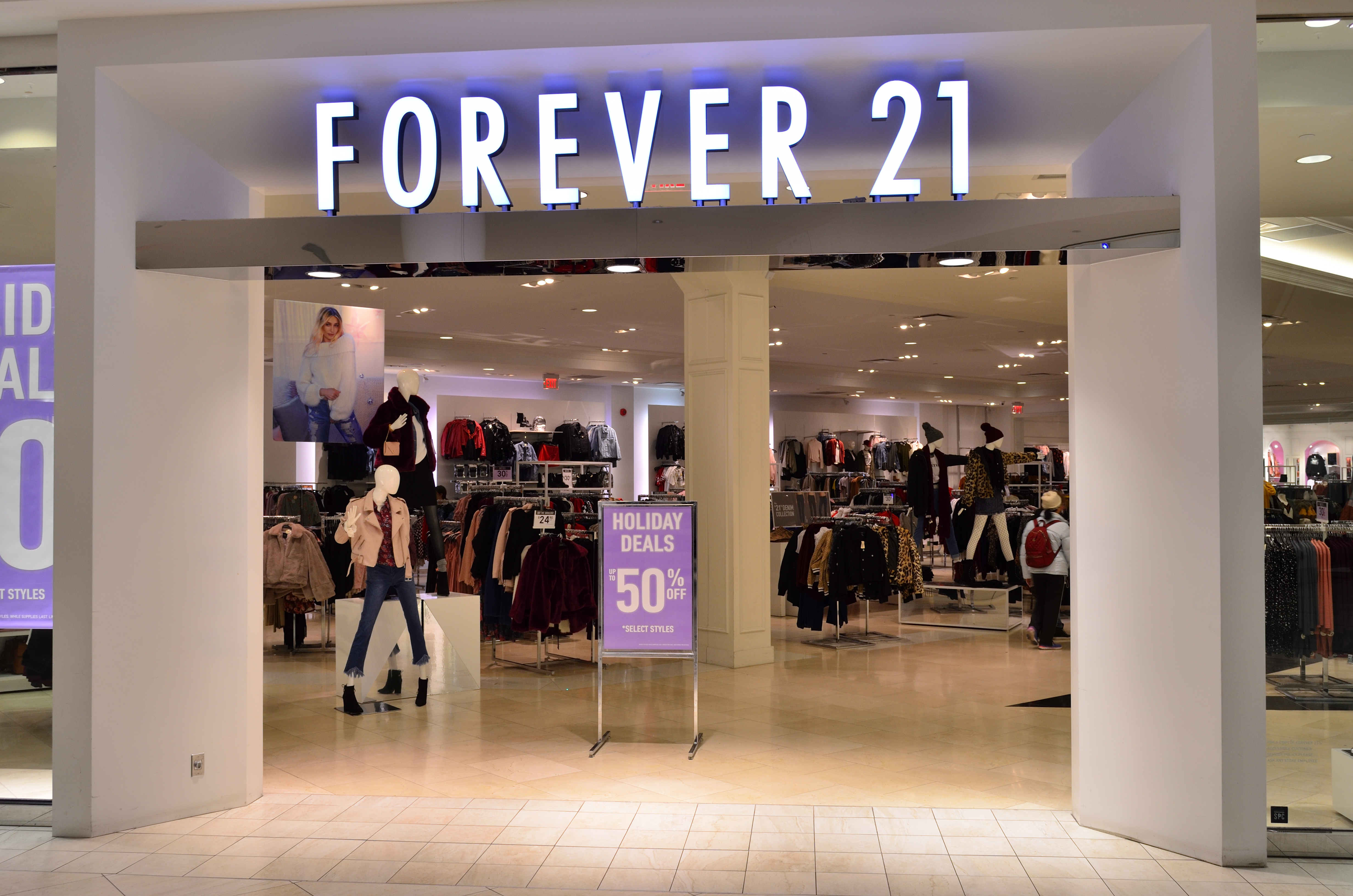
Forever 21在加拿大安大略省萬錦市的麥威老購物中心（CF Markville）

最初被稱為Fashion 21的第一家Forever 21（Fashion 21）商店始於1984年4月21日，位於加利福尼亞州洛杉磯，由來自韓國的夫婦張東文和張金淑創立，當時店鋪只有84平方（900平方英尺）。該商店位於洛杉磯高地公園區的5637 N. Figueroa街，現在仍在運營，帶有該連鎖店的原名。風格類似於在韓國看到的設計，並且針對洛杉磯的韓裔美國人社區出售。在運營的第一年，銷售總額為70萬美元。張東文夫婦沒想到不少美國人都注意到他們的服飾店，生意越來越好，於是將名字改為 Forever 21。到2013年，有超過480家商店和37億美元的收入。截至2014年2月，Forever 21的收入為38億美元。最初，Forever 21僅售女裝，後來擴大銷售男裝。大多數Forever 21商店現在銷售男女服裝，包括女裝大碼服裝。在他們的網站上，他們還銷售女孩服裝和家居/生活方式產品。
2015年6月，Forever 21进入台湾市場。2019年3月，Forever 21因連年虧損宣布撤出台湾市场。2019年4月，Forever 21停止中國所有線上商場，未來將關閉大陸所有實體店鋪，退出中國市場。
2019年9月29日，Forever 21正式申請破產，全球40個國家門店將關閉。

### 香港分鋪
2011年，Forever 21在銅鑼灣京華中心租了6層鋪位作為旗艦店，月租高達1380萬港幣。2017年，銅鑼灣京華中心旗艦店因租約滿期而結業。
2019年9月，Forever 21位於旺角西洋菜南街百寶利商業中心的最後一間香港分鋪亦結束營業。

## 爭議

### 員工關係和安全
- 2001年9月，亞太裔美國法律中心和工人倡導組織服裝工人中心告Forever 21，指控他們違反了勞工法。[18]他們聲稱，19名合同僱員收到的工資低於最低工資，於工時紀錄卡上的工作時間減少了，向州政府投訴的工人被解僱，而且員工面臨血汗工廠般的工作條件。 Forever 21譴責這些指控，聲稱其致力對公平勞工實踐的承諾，以及“該訴訟中指定的工人都沒有直接受僱於該公司。” 服裝工作者在美國各地舉行了為期三年的抵制Forever 21活動，這一運動被拍攝在獲得艾美獎的紀錄片“洛杉磯製造”中。儘管該指控被美國地方法院法官Manuel Real駁回，Forever 21回應2002年，[19][20]律師Robin D. Dal Soglio斷言，Forever 21的聲譽和銷售都受到指控和抗議的影響。 另一方面，代表工人的一個倡導團體的主任Kimi Lee認為，由於有20名工人投訴，訴訟是合理的。 這兩起案件均於2004年12月達成和解。[21]
- 5名Forever 21名員工於2012年1月提起集體訴訟，宣布他們在午餐休息時間工作和行李檢查所花的時間都沒有得到賠償。[22]
- 在2012年8月 勞工部發現Forever 21的一些供應商違反了各種關於工資和記錄保存的聯邦法律之後，發出了傳票。[23]美國地方法院法官Margaret Morrow在零售商未能提供文件後下令Forever 21遵守。[24]該零售商聲稱它曾試圖與勞工部會面並提供所要求的信息。

自2010年以来，这三家零售店一直被列为"严重安全隐患"。截至2014年7月，美國勞工部職業安全與健康管理局（OSHA）已建議向新澤西州北部和紐約市曼哈頓的三個不同零售點處以超過10萬美元的罰款，因為他們存在“嚴重的安全隱患”。 自2010年以來三家零售店一直被列為"嚴重安全隱患"。

### 版權爭議
- 據《福布斯》報導，有50起侵犯版權的訴訟已對Forever 21提出。[26][27]Dianevon von Fürstenberg 起訴該零售商，堅稱該公司抄襲了她的四件衣服。[28]格温•斯蒂芬尼(Gwen Stefani)、安娜•蘇伊(Anna Sui)和 Trovata 也是對零售商採取行動的設計師之一。 在2009年5月的Trovata案件中，陪審團同意Trovata 的觀點，雙方達成了和解。[29]
- 福特漢姆大學（Fordham University）版權法教授蘇珊•斯卡菲迪（Susan Scafidi）等批評人士質疑Forever 21的設計過程並認為它是在復制其他人的設計。 [30]Forever 21的商品副總裁Lisa Boisset在2007年被引用稱，Forever 21與商家設計師合作，而不是與設計師合作，但不會讓這些商家發表評論。[31]張總表示他們的一些商家讓他很失望。  Forever 21從未被判有罪，大部分案件都是通過和解解決的。
- 2015年1月8日，加拿大媒體報導了位於不列顛哥倫比亞省里士滿的當地家族企業Granted Clothing，其設計師注意到他們的毛衣設計在Forever 21的網站上被盜並批量生產。[32][33][34][35][36]2015年4月，雙方以“友好條款”解決了此事，並在庭外和解。[37]
- 2015年1月28日，軟件開發商Adobe，Autodesk和Corel分別對Forever 21提起了聯合訴訟，指控他們分別使用未經授權的Photoshop，AutoCAD和PaintShop Pro軟件。[38][39]

### 其它爭議
- 由於在他們的一些襯衫上印上了標語，Forever 21的服裝在媒體上受到了批評。 《每日郵報》《赫芬顿邮报》和其他人堅持稱，該公司“正在推動一項基督教議程”，因為它出售以“聖潔”，“愛，和平，信仰，希望，耶穌”和“感謝上帝”等詞語的上衣。[40]同樣，Forever 21在媒體上受到關注，因為他們在他們標誌性的黃色袋子底部印刷了聖經經文“約翰3:16”[41]該公司堅持認為它不受其是重生基督徒的創始人的宗教影響。 此外，美國廣播公司新聞，Reddit的眾多用戶以及其他人在2011年譴責Forever 21的“Allergic to Algebra（對代數過敏）”襯衫。[42]他們宣稱該襯衫具有反教育和性別歧視的主題，但是赫利頓郵報的作家艾莉·克魯普尼克質疑這一點。[43]Krupnick表示，該上衣是在評論數學，而不是性別歧視的評論，並宣布她會穿這件襯衫。
- 2010年4月，作家和Forever 21客戶Rachel Kane創建了一個域名為WTForever21.com的博客。[44]凱恩張貼了一些Forever 21 產品的照片，並表達了她對服裝的看法。 在Jezebel博客上展示後，該博客的受歡迎程度有所上升，2011年6月，該零售商要求該博主將該網站關閉，否則她可能會面臨訴訟。
- 環境衛生中心發現 Forever 21和其他25家零售商和供應商出售的珠寶含有毒金屬鎘。 2011年達成的和解協議中包括了支付103萬美元和限制了珠寶中鎘的成份不能高於0.03％。[45]
- 律師卡羅琳·凱爾曼（Carolyn Kellman）於2012年9月向Forever 21提起集體訴訟，因為她退了幾件物品後少收到一分錢。[46]收少了一分錢或被額外收費的客戶也加入了此案。 根據赫芬頓郵報的說法，她所在的法庭區民事訴訟的門檻15,000美元 - 這意味著，她必須找到足夠的人加入案件，以便她可以得到150萬個一分硬幣的賠償金（750,000名客戶）。

## 商店數量
所有商店都是公司所有，除了中東和菲律賓，該公司和當地合作夥伴合資50％。
| Africa: - 南非: 3 | The Americas: - 美国: 506 - 加拿大: 46 - 巴西: 31 - 墨西哥: 26 - 哥伦比亚: 8 - 智利: 6 - 波多黎各: 5 - : 4 - : 3 - : 2 - : 2 - : 2 - 巴拿马: 2 - 秘魯: 2 - 薩爾瓦多: 1 - 巴拉圭: 1 - 乌拉圭: 1 - 玻利维亚: 1 | Asia: - 日本: 14 - 菲律賓: 13 - 以色列: 8 - 阿联酋: 9 - 马来西亚: 5 - 印度尼西亞: 4 - 沙烏地阿拉伯: 4 - 泰國: 4 - : 3 - 新加坡: 1 - 巴林: 2 - 尼泊尔: 1 - 约旦: 2 - 科威特: 1 - 黎巴嫩: 1 - 澳門: 2 - 阿曼: 1 - : 2 | Europe: - 波蘭: 8 - 德国: 7 - 法國: 4 - 英国: 3 - 奥地利: 2 - 保加利亚: 2 - 捷克: 2 - 羅馬尼亞: 2 - 荷蘭: 1 - 俄羅斯: 2 - 西班牙: 2 - 塞爾維亞: 1 - 比利时: 1 - 賽普勒斯: 1 - 希腊: 1 - 葡萄牙: 1 - 斯洛伐克: 1 | Oceania: - : 4 - 關島: 1 |

## 外部連結
- 官方网站（页面存档备份，存于）
- 更快的时尚，便宜的时尚-纽约时报，2007年5月10日（页面存档备份，存于）
- 快速、廉价且处于控制之下: 永远21世纪的崛起和市中心的批发经济——新洛杉矶月刊，2007年12月
- 2008年4月19日，芝加哥论坛报
- 《洛杉矶时报》 ，2008年6月23日（页面存档备份，存于）